# 亞西爾·赫夫尼
亞西爾·赫夫尼（Yasser Hefny，1989年2月8日—）是一名埃及現代五項運動員。他曾獲得兩屆世界青少年現代五項錦標賽男子個人冠軍（2005年和2007年）。在巴黎他获得速球世界冠军。

## 早年
亞西爾·赫夫尼从小开始游泳喜欢上体育，六岁时他参加他游泳的俱乐部的速球学校。两年后他决定参加比赛，假如该俱乐部的男孩游泳和速球队。
11岁时他决定选择新的比赛项目挑战自己，因此他参加10月6日俱乐部的现代五项队。12岁时他被选入埃及现代五项国家队并开始他的国际比赛生涯，2004年他在德国举办的冬季兩項世界冠军赛上获得了首枚国际奖牌。

## 成就
赫夫尼赢得多次世界冠军赛，其中包括2005年和2007年的现代五项世界冠军，当时他分别是16岁和18岁。2008年他在法国巴黎赢得世界速球冠军，创造连打570次的新纪录。
2012年他参加了2012年夏季奥林匹克运动会。

## 外部連結
- UIPM